# TJ Perenara
Thomas Tekanapu Rawakata "TJ" Perenara (Porirua, 23 de enero de 1992) es un jugador neozelandés de rugby que se desempeña como medio melé que juega para el Black Rams Tokyo de la Japan Rugby League One.

## Trayectoria deportiva
"TJ" Perenara comienza su carrera profesional el 23 de octubre de 2010 cuando entra en el XV inicial de los Wellington Lions en un partido que les enfrentaba a Southland en casa de estos y que ganaron los Lions por un marcador de 14-27.
Esa temporada juega 2 partidos ligueros en los que lo hace desde en el XV inicial.
En la temporada siguiente, la 2011-2012 Perenara forma parte de la franquicia de los Hurricanes que disputa en Super Rugby debutando el 25 de febrero de 2012 ante los Stormers saliendo desde el banquillo y donde perdieron por 29-16.
Desde ese momento Perenara se hace con la manija de los Hurricanes.
En 2013 Perenara juega solamente 2 partidos para el equipo de su provincia en la ITM Cup pero contribuye para que Wellington llegue a la final ante Canterbury, la cual pierde por el resultado de 29-13.
En 2015 Perenara vuelve a una nueva final esta vez en el Super Rugby pero nuevamente se queda a las puertas del éxito al perder ante Highlanders por 21-14.

### Internacional
Hizo su debut con los All Blacks en la gira que hizo la Inglaterra por Nueva Zelanda el 7 de junio de 2014,  entrando de reemplazo y donde además ganaron por 20-15
En 2014 se proclama campeón en el Rugby Championship 2014 lo que sería su primer título como profesional.
En 2015 es seleccionado para formar parte de la selección neozelandesa que participa en la Copa Mundial de Rugby de 2015.
Fue seleccionado por Steve Hansen para formar parte de los All Blacks en la Copa Mundial de Rugby de 2019 en Japón donde desplegaron un brillante juego en el que ganaron todos los partidos de la primera fase excepto el partido contra Italia que formaba parte de la última jornada de la primera fase,que no se disputó debido a la llegada a Japón del Tifón Hagibis.
En cuartos de final se enfrentaron a Irlanda, partido con cierto morbo porque el XV del trébol había sido el único que había sido capaz de vencer a los All Blacks en los últimos años. Sin embargo, Nueva Zelanda desplegó un gran juego y venció por un amplio resultado de 46-14.
En semifinales jugaron ante Inglaterra donde se formó cierta polémica debido a la formación utilizada en forma de uve por el XV de la rosa a la hora de recibir la haka de los All Blacks, el partido fue posiblemente el mejor que se pudo ver en todo el campeonato, donde vencieron los ingleses por el marcador de 19-7. Perenara jugó 5 partidos siendo el suplente de la leyenda Aaron Smith en estos partidos consiguió anotar un ensayo ante Namibia

#### Participaciones en Copas del Mundo
| Mundial                       | Sede       | Resultado     | PJ | Tries |
| ----------------------------- | ---------- | ------------- | -- | ----- |
| Copa Mundial de Rugby de 2015 | Inglaterra | Campeón       | 2  | 0     |
| Copa Mundial de Rugby de 2019 | Japón      | Tercer puesto | 5  | 1     |

## Palmarés y distinciones notables
- Super Rugby 2016
- Rugby Championship 2014
- Rugby Championship 2016
- Rugby Championship 2017
- Rugby Championship 2018
- Copa Mundial de Rugby de 2015
- Seleccionado para jugar con los Barbarians